# Anjanette Comer
Anjanette Comer (* 7. August 1939 in Dawson, Texas) ist eine US-amerikanische Schauspielerin. Sie spielte in den 1960er Jahren die weibliche Hauptrolle in Kinofilmen wie Tod in Hollywood, Südwest nach Sonora, 25 000 Dollar für einen Mann oder San Sebastian.

## Leben und Karriere
Anjanette Comer wurde 1939 (andere Quellen sprechen von 1942) in Dawson im Bundesstaat Texas als Tochter von Rufus Franklin und Nola (Dell) Comer geboren. Als Teenager beteiligte sie sich an Basketball, Cheerleading und Schönheitswettbewerben. Nach dem Besuch der Baylor University in Waco und der University of Texas kam Anjanette Comer 18-jährig nach Kalifornien. Dort studierte sie Schauspiel für zwei Jahre am Pasadena Playhouse, um sich auf eine Karriere als Schauspielerin vorzubereiten.
Zu Beginn der 1960er Jahre spielte sie erste kleinere Parts in namhaften Fernsehserien wie Heat Wave, Dr. Kildare oder in Westernserien wie Rauchende Colts und Bonanza.
1964 gab sie ihr Spielfilmdebüt mit der weiblichen Hauptrolle in Delbert Manns Komödie Rasch, bevor es schmilzt an der Seite von George Maharis und Robert Morse, gefolgt 1965 von einer denkwürdigen Rolle in der Satire Tod in Hollywood von Regisseur Tony Richardson erneut neben dem Schauspieler Robert Morse. Dort spielte sie eine naive Leichenbestatterin.
Seit Mitte der 1960er Jahre war sie dann eine vielbeschäftigte Darstellerin in vielen US-amerikanischen Filmen wie in Sidney J. Furies Western Südwest nach Sonora wo sie an der Seite von Marlon Brando spielte. 1967 hatte sie die weibliche Hauptrolle in Ron Winstons Drama 25 000 Dollar für einen Mann neben Robert Wagner. 1968 besetzte sie Henri Verneuil in seinem Western San Sebastian zwischen Schauspielern wie Anthony Quinn und Charles Bronson. Es folgten Filme wie John Updikes Kinoversion Nichts wie weg, Rabbit. 1971 Sidney Hayers Jagd durchs Feuer als weiblicher Co-Star von Chad Everett. Im Anschluss daran nahm sie Rollen in Horrorfilmen wie Die Rache der 1000 Katzen oder in Ted Posts The Baby an. In Alan Arkins Komödie Es brennt an allen Ecken trat sie 1977 neben Schauspielern wie Rob Reiner oder Vincent Gardenia auf.
Seit den 1970er, 1980er, 1990er und 2000er Jahren spielte sie überwiegend in TV-Filmen und populären Fernsehserien und man sah Comer nur noch vereinzelt in Kinofilmproduktionen. Bereits 1964 hatte sie eine Gastrolle in Bonanza.1972 spielte sie in einer Episode von Columbo mit Peter Falk. Danach folgten Rollen in namhaften Fernsehserien wie Petrocelli, Harry O, Die knallharten Fünf, Die Küste der Ganoven, Bumpers Revier, Baretta, Mike Hammer, Hotel, Jake und McCabe, Perry Mason, Profiler oder Practice – Die Anwälte
Anjanette Comers Filmkarriere umfasst rund 60 internationale Kino-, Fernsehfilme und Fernsehserien. Anjanette Comer war in erster Ehe mit dem Schauspieler Walter Koenig und von 1976 bis 1983 mit dem Drehbuchautor Robert Klane verheiratet.
Ihr Onkel war der vierfach Oscar-prämierte Szenenbildner in Hollywood Sam Comer.

## Filmografie (Auswahl)
- 1964: Rasch, bevor es schmilzt (Quick Before It Melts)
- 1965: Tod in Hollywood (The Loved One)
- 1966: Südwest nach Sonora (The Appaloosa)
- 1967: 25 000 Dollar für einen Mann (Banning)
- 1968: San Sebastian (La bataille de San Sebastian)
- 1968: In Enemy Country
- 1970: Nichts wie weg, Rabbit (Rabbit, Run)
- 1971: Jagd durchs Feuer (The Firechasers)
- 1972: Columbo: Etüde in Schwarz (Étude in Black, Fernsehreihe)
- 1972: Die Rache der 1000 Katzen (La noche de los mil gatos)
- 1972, 1973: Polizeiarzt Simon Lark (Dr. Simon Locke, Fernsehserie, 2 Folgen)
- 1973: The Baby
- 1975: Der Gangsterboss von New York (Lepke)
- 1977: Es brennt an allen Ecken (Fire Sale)
- 1980: Barnaby Jones (Fernsehserie, 1 Folge)
- 1992: Im Bann des Voodoos (Netherworld)
- 1995: Die Kehrseite der Medaille (Underneath)
- 2003: Screen Door Jesus
- 2011: A Bird of the Air